# Unmasked
Unmasked er en bog fra 2009 af den canadiske forfatter og journalist Ian Halperin. Bogens fulde titel er Unmasked-Michael Jackson, de sidste år af hans liv. Bogen omtaler de sidste år af Michael Jacksons liv. Ifølge Ian Halperin kunne Michael Jackson umuligt gennemføre This is it-koncerterne. Ian Halperin mener, at Michael Jackson vidste det, og at hans rådgivere vidste det.

## Handling
Bogen handler om de sidste år af Michael Jacksons liv. I starten var bogen tiltænkt for at fælde Michael Jackson som pædofil, skriver Ian Halperin. Han skriver flere gange i bogen, at han blev mere og mere overbevist om, at Michael Jackson var uskyldig. Dette er blandt andet på baggrund af at Jordan Chandler var under påvirkning af amorbarbital. Bogen er ordnet kronologisk, så pædofilisagen genoptages senere i bogen. I bogen skriver Ian Halperin, at Michael Jackson var meget syg og umuligt kunne have gennemført This is it-koncerterne. 

## Personer
I bogen optræder følgende personer med betydelige roller:
- Michael Jackson: Hoedpersonen som det hele handler om.
- Lisa Marie Presley: Ian Halperin fortæller om Marie som lidt af et mediestunt, og at de bare blev gift for at vise, at Michael Jackson var en mand. Ian Halperin mener, at Lise blev betalt for at indgå ægteskab med Michael.
- Jordan Chandler og familie: Jordan Chandler var den første, der beskyldte Michael Jackson for at være homoseksuel. Faderen fremstilles mere eller mindre som en grisk mand, der plantede en historie i Jordan Chandler under brug af amorbarbital.
- Tom Sneddon: Tom Sneddon var advokaten mod Michael Jackson i pædofilisagen.